# Tragia friesii
Tragia friesii är en törelväxtart som beskrevs av Ferdinand Albin Pax och Käthe Hoffmann. Tragia friesii ingår i släktet Tragia och familjen törelväxter. Inga underarter finns listade i Catalogue of Life.